# Alegeri prezidențiale în Uganda, 2006
Alegerile prezidențiale ugandeze au avut loc pe 23 februarie 2006. Aceastea au fost primele alegeri multipartite de când Yoweri Museveni, actualul președinte, a preluat puterea în 1986. Șase candidați s-au luptat pentru biroul prezidențial.
Yoweri Museveni a fugit de realegeri. Adversarul său principal a fost liderul partidului de opoziție, Forumul pentru Schimbarea Democratică, Kizza Besigye. Besigye a fost arestat pe 14 noiembrie 2005 sub acuzațiile de trădare, tăinuire la trădare și viol. Acuzația de trădare s-a bazat pe presupusele sale legături cu grupurile rebele, Armata de Rezistență a Domnului și Armata de Eliberare Populară, iar acuzația de viol se referă la un incident din noiembrie 1997 în care a fost implicată fiica unui prieten. Arestarea a condus la demonstrații și revolte în Kampala și în alte orașe din țară. Protestele pro-Besigye au fost generate pentru a opri provocarea lui Museveni.
În decembrie 2005, șase candidați la președinție, inclusiv Yoweri Museveni și liderii celor trei partide majore politice de opoziție, și doi independenți, s-au înscris în cursa alegerilor.

## Candidații înregistrați pentru funcția de președinte
- Abed Bwanika, independent
- John Ssebaana Kizito, Partidul Democrat
- Kizza Besigye, Forumul pentru Schimbarea Democratică
- Miria Obote, Congresul Popular Ugandez
- Yoweri Museveni, Mișcarea de Rezistență Națională

Muhammad Kibirige Mayanja, liderul partidului Forumul pentru Justiție și Ken Lukyamuzi, liderul Partidului Conservator, au decis să nu participe la alegeri, dar au hotărât să sprijine un candidat comun dintr-un partid de opoziție. Candidatul independent Nasser Sebaggala s-a înregistrat, dar mai târziu a decis să renunțe la cursa prezidențială, și a cerut susținătorilor săi să voteze pentru Partidul Democrat al lui Kizito .
Cifrele oficiale lansate pe 25 02 2006, au arătat că Museveni a obținut 59% din voturi, câștigând un al treilea mandat de președinte, în timp ce principalul său rival, Kizza Besigye a obținut 37%. Susținătorii opoziției au organizat câteva proteste în Kampala, dar au fost dispersați de poliție ce a folosit gaze lacrimogene. La 6 aprilie, Curtea Suprema din Uganda a respins cererea lui Besigye, care a contestat alegerile, deși o majoritatea a fost de acord cu existența unor nereguli electorale.
În urma alegerilor, candidatul Mișcării de Rezistență Națională, Yoweri Museveni, obține 59,26 % din voturi, urmat de principalul său contracandidat, Kizza Besigye cu 37,39 %, John Ssebaana Kizito cu 1,58 %, Abed Bwanika cu 0,82 și de Miria Obote cu 0,82 %.

## Controverse
Alegerile din 2006 au fost marcate de o mulțime de controverse, în care guvernul a fost acuzat de intimidarea partidelor de opoziție. Exemplele acestor intimidări includ : arestarea și închiderea unuia dintre liderii opoziției, Kizza Besigye, pe baza unor pretinse acuzații de viol și trădare.

## Legături externe
- Uganda Elections 2006 Uganda Pulse